# فهرس فونغوروم
فهرس فونغوروم (بالإنجليزية: Index Fungorum)‏ هو مشروعٌ دولي لفهرسةِ جميع الأسماء الرَسمية (الأسماء العلمية) في مملكة الفُطريات. ابتداءًا من 2015 أصبحَ المشروع يعتمدُ على الحدائق النباتية الملكية في كيو، وهي واحدة من ضمن ثلاثة شركاء، جنبًا إلى جنب مع مؤسسة بحوث رعاية الأرض والأكاديمية الصينية للعلوم.

## الخدمات
يُقدم فهرس فونغوروم بروتوكول سواب لخدمة الويب للبحث في قاعدة البيانات والإطلاع على السجلات، وأيضًا تتوفر خدمة اللغة الوصفية لخدمات ويب.